# Trakai
Trakai (polsky Troki, česky Troky) je starobylé okresní město na jihovýchodě Litvy, ležící asi 28 km západně od Vilniusu ve Vilniuském kraji. Má rozlohu 11,5 km² a 5 266 obyvatel, především Litevců a Poláků. Trakai bylo ve středověku sídlem litevských vládců, nachází se zde jedna z nejvýznamnějších památek v Litvě, vodní hrad Trakai.

## Historie

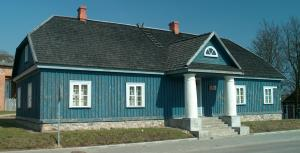
Stará pošta, dnes správa národního parku

Hrad Trakai, dnešní Senieji Trakai (Staré Trakai), založil velkokníže Gediminas v roce 1321. Roku 1337 se připomíná nové Trakai, v dnešní poloze na poloostrově mezi jezery, 3 km severozápadně od prvního sídla. V novém Trakai byly zbudovány dva hrady, které na přelomu 14. a 15. století používal jako svou oblíbenou rezidenci velkokníže Vytautas. Vytautas také v roce 1397 pozval z Krymu na Trakai jako strážce svého sídla Karaimy, turkickojazyčné etnikum, vyznávající judaismus. Karaimové se od té doby stali součástí dějin města a Trakai v raném novověku jejich hlavním kulturním střediskem. V roce 1409 obdrželo Trakai městská práva podle magdeburského vzoru. V 15. století bylo město rušným střediskem obchodu, kde žili vedle sebe Litevci, Karaimové, Poláci, Tataři, Židé i Rusové. Pozvolný politický úpadek Trakai i Vilniusu přišel po úplném spojení Litvy s Polskem Lublinskou unií roku 1569. I hrad, který naposledy užíval jako letní sídlo král a velkokníže Zikmund I. († 1548), začal chátrat. Těžkou ránu městu a zvláště karaimské komunitě zasadilo Chmelnického povstání a posléze rusko-polské války v 50. a 60. letech 17. století. Dnes zbývá ve městě Karaimů pouze několik desítek. Po třetím dělení Polska roku 1795 připadlo Trakai Rusku, mezi první a druhou světovou válkou bylo součástí Polska a poté začleněno do SSSR v rámci Litevské SSR, dnes nezávislé Litvy. Roku 1991 byl na ochranu historického centra litevské státnosti vyhlášen Trakaiský historický národní park o rozloze 82 km².

## Pamětihodnosti
Trakai, ležící uprostřed jezernaté krajiny, je významným střediskem turistického ruchu. Hlavní atrakcí je tzv. ostrovní hrad s historickým muzeem, zrekonstruovaný do podoby z 15. století, dále ve městě stojí zbytky poloostrovního hradu. Dále zde stojí katolický a pravoslavný kostel, množství typických karaimských domů se třemi okny (podle lidové tradice „jedním pro Boha, jedním pro majitele, a jedním pro velkoknížete Vytautase“), Karaimské etnografické muzeum a karaimská synagoga, zvaná kenesa. Každým rokem v srpnu se ve městě koná festival klasické hudby.

## Sport
- FK Trakai (2005–2018) fotbalový klub;
- KK Trakai basketbalový klub;

## Partnerská města
- Alanya, Turecko
- Bernburg, Německo
- Giżycko, Polsko
- Góra, Polsko
- Koszalin, Polsko
- Malbork, Polsko
- Nowy Sącz,  Polsko
- Rheine, Německo
- Szydłowiec, Polsko

## Galerie

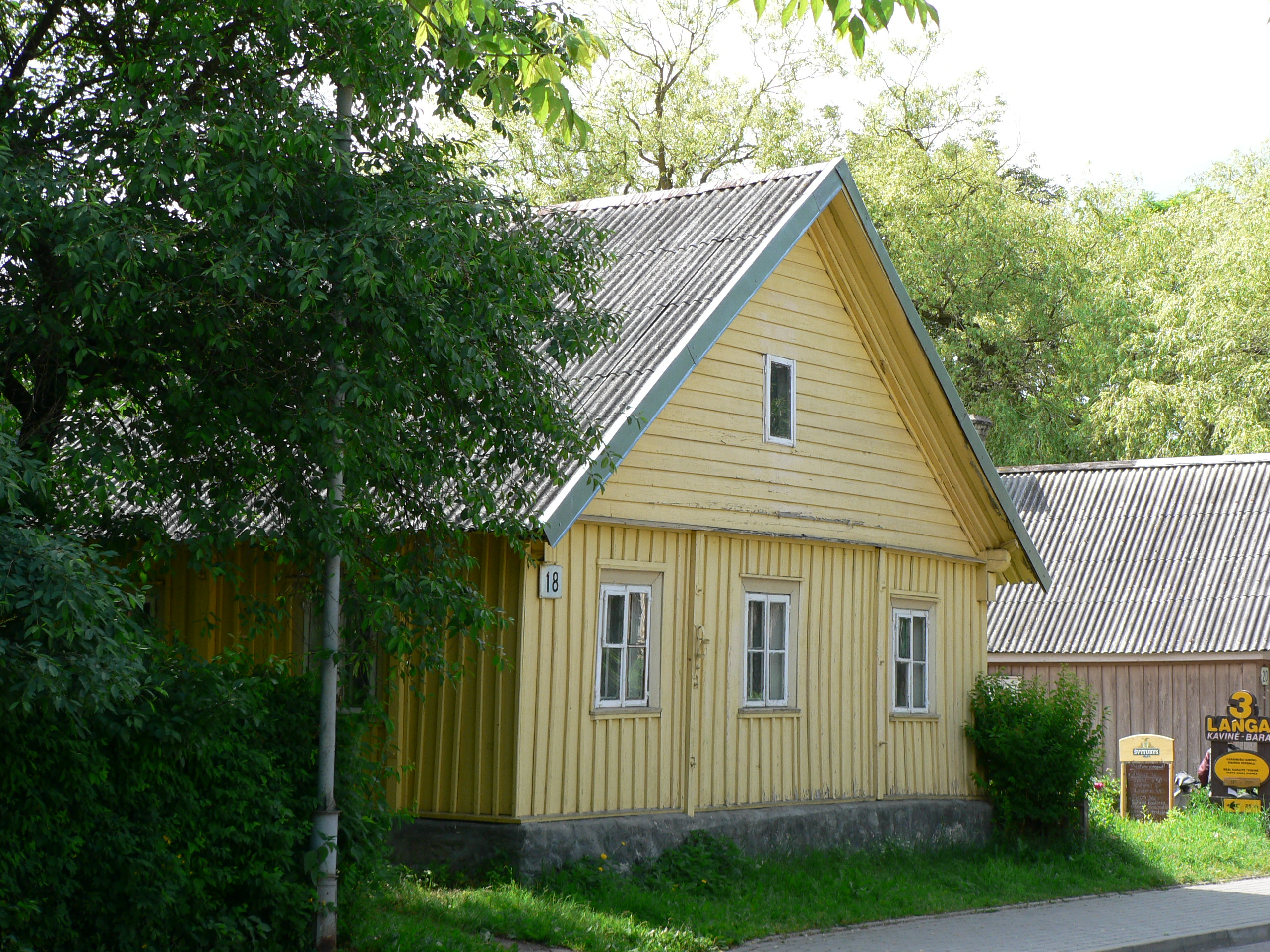
Typický karaimský dům se třemi okny
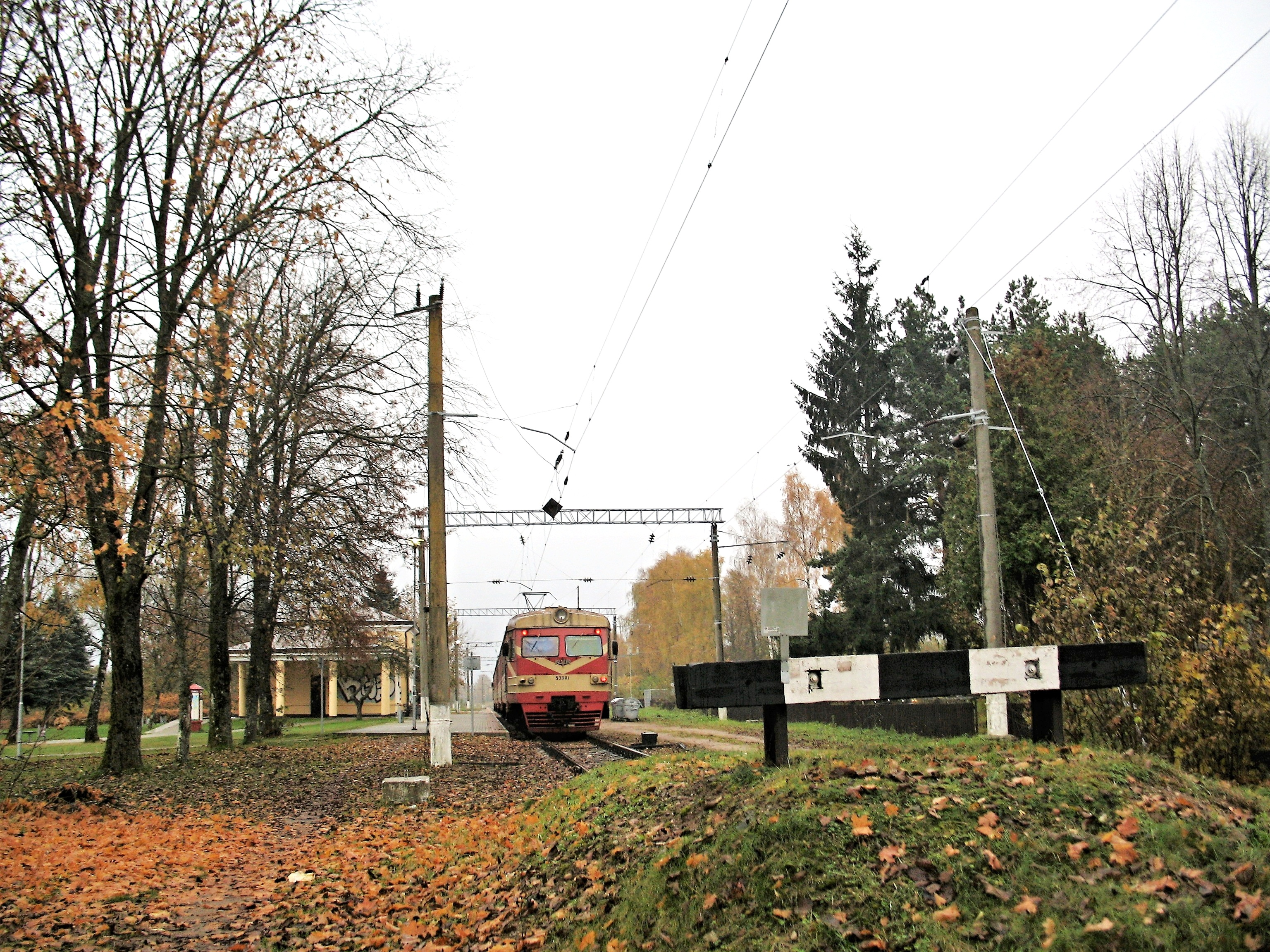
Trakai, konečná stanice regionální tratě z Vilniusu
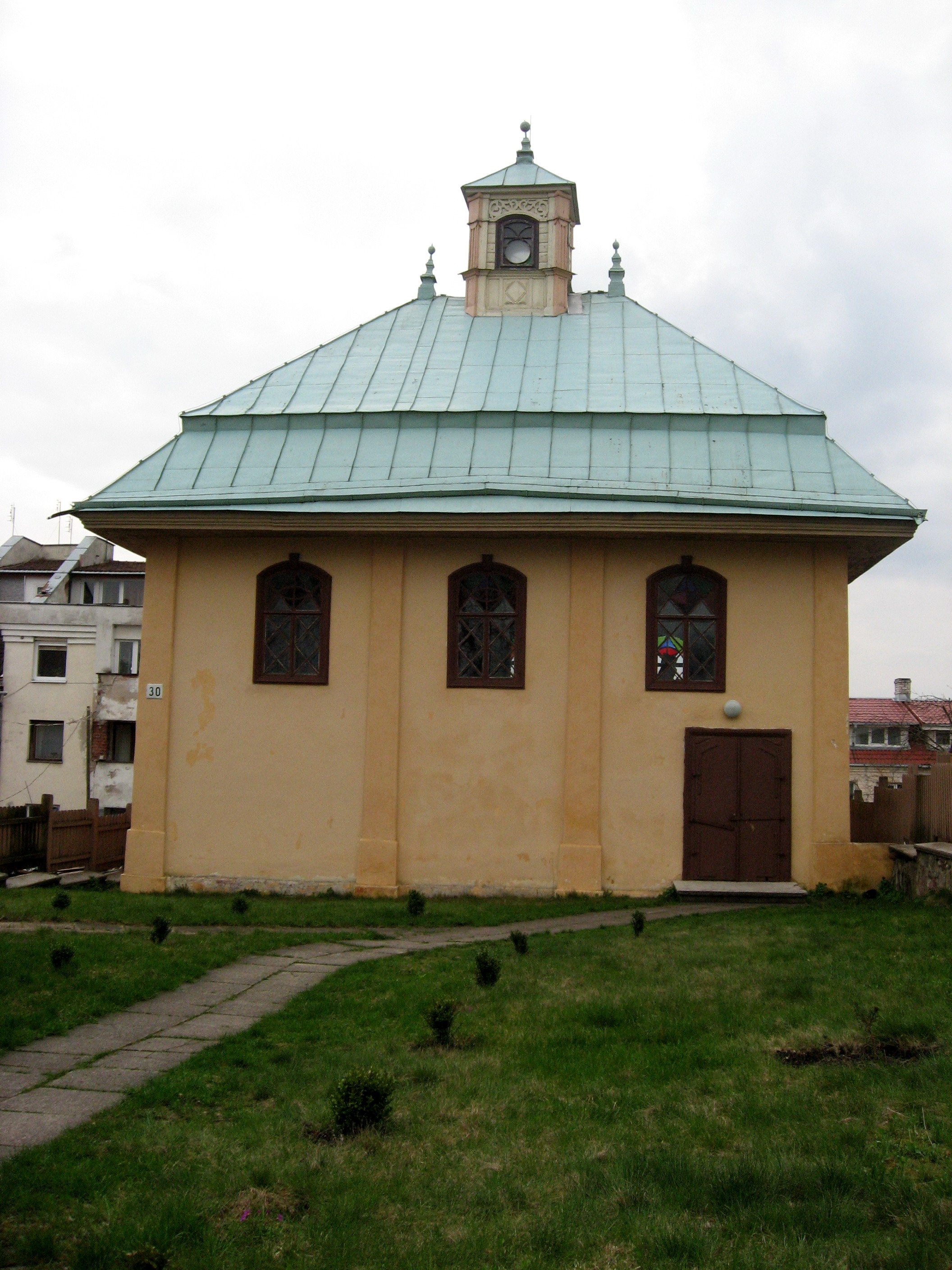
Karaimská kenesa
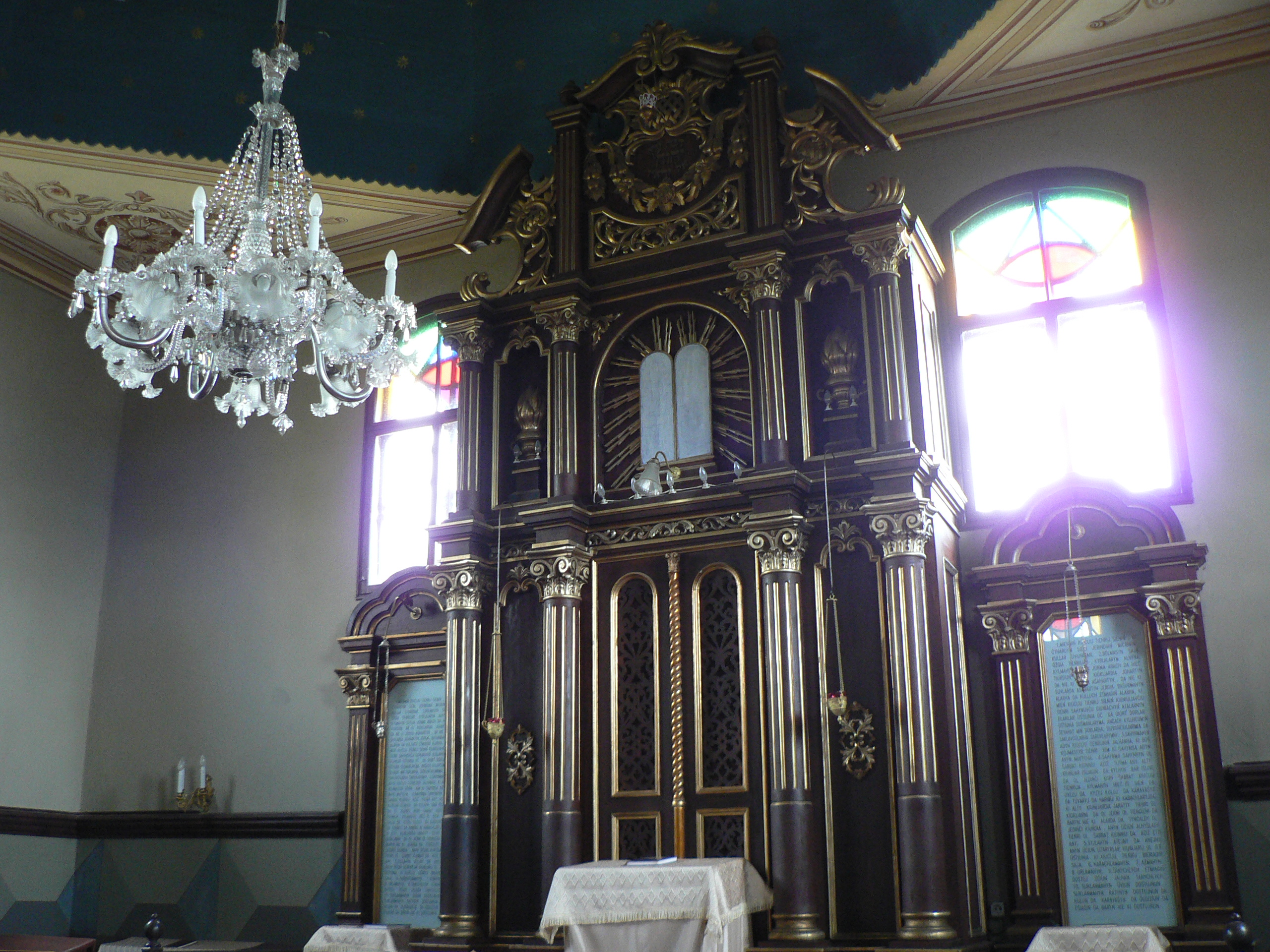
Svatostánek v kenese